# Maison de la jeunesse et des pionniers, école élémentaire des Partisans et siège du comité de district de la SKOJ à Rakov Dol
La maison de la jeunesse et des pionniers, école élémentaire des Partisans et siège du comité de district de la SKOJ à Rakov Dol (en serbe cyrillique : Зграда Омладинског и Пионирског дома, Основне партизанске школе и седиште Окружног комитета СКОЈ-а од 1943-1944. године у Раковом Долу ; en serbe latin : Zgrada Omladinskog i Pionirskog doma, Osnovne partizanske škole i sedište Okružnog komiteta SKOJ-a od 1943-1944. godine u Rakovom Dolu) se trouve à Rakov Dol, dans la municipalité de Babušnica et dans le district de Pirot, en Serbie. Elle est inscrite sur la liste des monuments culturels protégés de la république de Serbie (identifiant no SK 2181),.

## Présentation
La maison a été construite en 1909 pour accueillir une école élémentaire.
Pendant la Seconde Guerre mondiale, en 1943-1944, elle a été utilisée comme siège du comité de district de la Ligue de la jeunesse communiste de Yougoslavie (SKOJ) dans la région de la Lužnica ; elle abritait en outre une école des Partisans. Après la guerre, elle a abrité la maison de la jeunesse et des pionniers.
À côté du bâtiment se trouve un monument commémorant la Lutte de libération nationale (NOR), les réalisations de la révolution socialiste et les habitants de Rakov Dol morts dans la région de la Lužnica.